# Kusin

Släktskapsförhållanden i fem led.

Kusin är ett släktskap där två personer har varsin förälder som är syskon till varandra.
En kusin till en person är alltså barn till ett syskon till personens far eller mor. Alltså mammas brors/systers barn eller pappas brors/systers barn. En kusin till en person är barnbarn till antingen personens farfar och farmor eller personens morfar och mormor.
Kusiner har 50 procent gemensamma förfäder. Om kusinerna är släkt med varandra på flera sätt kan de dock ha fler gemensamma förfäder. (Många är släkt på flera sätt om man ser några hundra år tillbaka i antavlan och alla är det om man går mycket långt tillbaka i tiden.)

## Olika typer av kusiner

### Dubbelkusiner
Två personer är dubbelkusiner om de är kusiner på både mors- och farssidan, vilket innebär att den ena personens båda föräldrar är syskon till var sin av den andra personens föräldrar, t ex om två systrar får barn med två bröder.
En dubbelkusin till en person är barnbarn både till personens farfar och farmor och till personens morfar och mormor. Dubbelkusiner har 100 procent gemensamma förfäder sånär som på två personer i respektive antavla – föräldrarna.

### Halvkusiner
Om föräldrarna är halvsyskon kan kusinerna kallas halvkusiner. En halvkusin till en person är barnbarn till personens farfar, farmor, morfar eller mormor, men bara till en av dem. Halvkusiner har 25 procent gemensamma förfäder.

### Ovanliga kombinationer av kusiner
Två personer kan samtidigt vara kusiner och halvkusiner. Detta uppstår då det finns både ett helsyskonskap och ett halvsyskonskap mellan de två föräldraparen. Personerna har då 75 procent gemensamma förfäder. Exempel: Två personer har samma farfar, farmor och morfar, men inte samma mormor.
Två personer kan vara dubbla, tredubbla eller fyrdubbla halvkusiner. Detta uppstår då det finns två, tre eller fyra halvsyskonskap mellan de två föräldraparen. Personerna har då 50, 75 respektive 100 procent gemensamma förfäder sånär som på två personer – föräldrarna. Exempel på fyrdubbla halvkusiner: En persons farfar, farmor, morfar och mormor är en annan persons farfar, mormor, morfar och farmor.
(De ovanstående kombinationerna av kusiner bygger i inget fall på släktskap mellan en persons föräldrar inbördes.)

### Parallellkusiner och korskusiner
Parallellkusiner är barn till syskon av samma kön, medan korskusiner är barn till syskon av olika kön. I vissa kulturer (dock ej den svenska) är kusinäktenskap tillåtet mellan korskusiner, men tabu mellan parallellkusiner.[källa behövs]

## Synonymer
I vissa dialekter kallas kusin för förstakusin. Ett ålderdomligt ord för kusin är tvåmänning (släkting i andra led).

## Andra betydelser
Ordet kusin användes förr som tilltalsord mellan furstar, avlägsnare släktingar och gamla bekanta.

## Närliggande termer
Två kusiners barn kallas i sin tur sysslingar eller tremänningar, och i nästa led kallas de bryllingar eller fyrmänningar. Kusinbarn är barn till en kusin. En förälders kusinbarn är alltså ens egen syssling. En mycket ålderdomlig betydelse av ordet kusinbarn, som kan påträffas i äldre litteratur, är syssling.

## Mängd gemensamt DNA
Tabellen visar hur mycket DNA som två kusiner i genomsnitt har gemensamt med varandra – en fjärdedel av vad som är fallet för syskon och fyra gånger så mycket som är fallet för sysslingar. Tabellens nedre del innehåller exempel på kusiner med två släktskap till varandra.
| Släktskap                            | Mängd gemensamt DNA                         | Mängd gemensamt DNA                            | Mängd gemensamt DNA                            | Antal släktskap |
| Släktskap                            | Då släktskapet inte är via enäggstvillingar | Då släktskapet är via ett par enäggstvillingar | Då släktskapet är via två par enäggstvillingar | Antal släktskap |
| ------------------------------------ | ------------------------------------------- | ---------------------------------------------- | ---------------------------------------------- | --------------- |
| Halvkusiner                          | 6,25 %                                      | –                                              | –                                              | 1               |
| Kusiner                              | 12,5 %                                      | 25 % (som halvsyskon)                          | –                                              | 1               |
|                                      |                                             |                                                |                                                |                 |
| Halvkusiner och samtidigt sysslingar | 9,38 %                                      | –                                              | –                                              | 2               |
| Dubbla halvkusiner                   | 12,5 % (som kusiner)                        | –                                              | –                                              | 2               |
| Kusiner och samtidigt sysslingar     | 15,63 %                                     | 28,13 %                                        | –                                              | 2               |
| Kusiner och samtidigt halvkusiner    | 18,75 %                                     | 31,25 %                                        | –                                              | 2               |
| Dubbelkusiner                        | 25 % (som halvsyskon)                       | 37,5 % (som 3/4-syskon)                        | 50 % (som helsyskon)                           | 2               |

## Äktenskap
I Sverige är kusinäktenskap tillåtet, men diskussioner pågår för att införa förbud bland annat för att risk finns för genetisk sjukdom genom inavel